# Brama Młyńska w Olsztynie

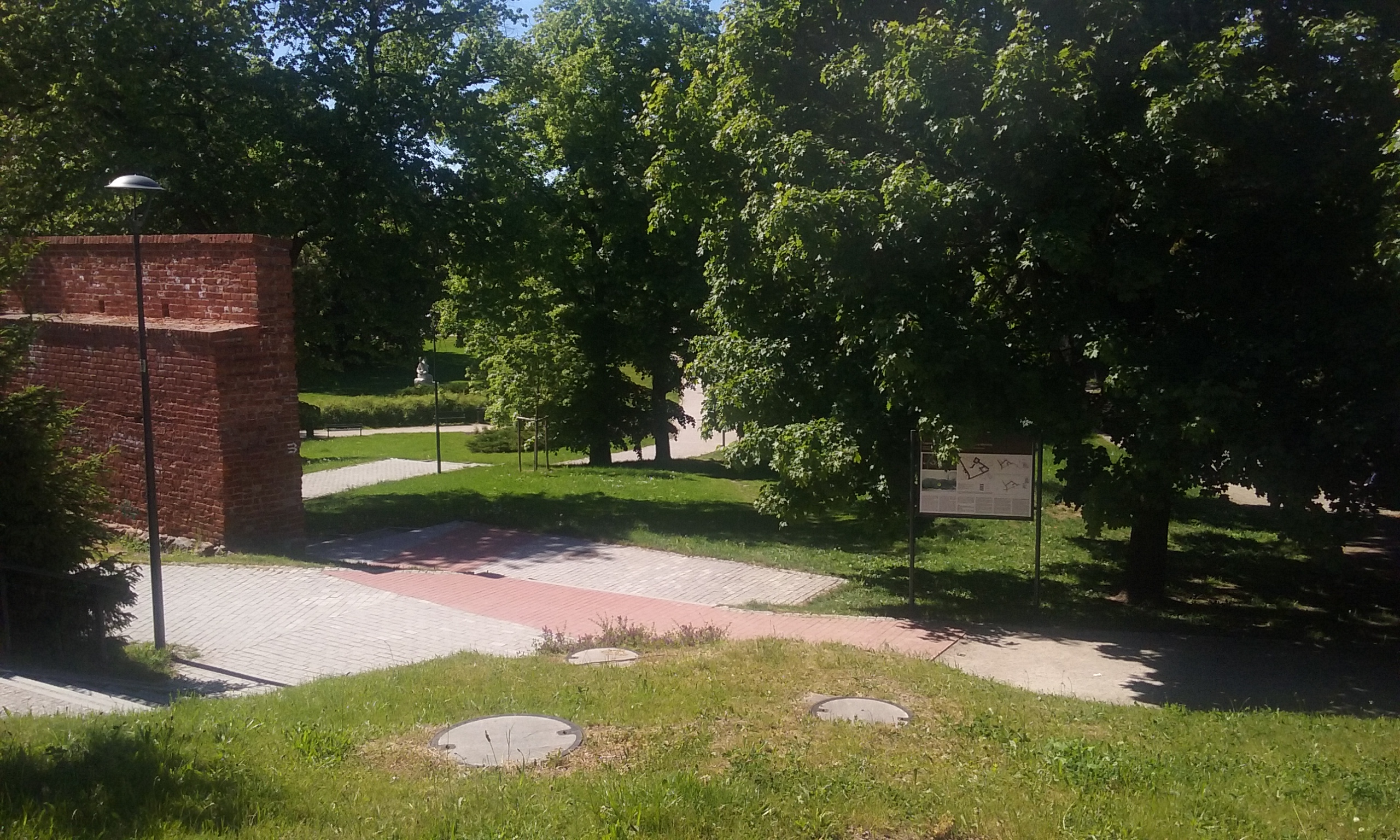
Miejsce, w którym znajdowała się Brama Młyńska w Olszynie

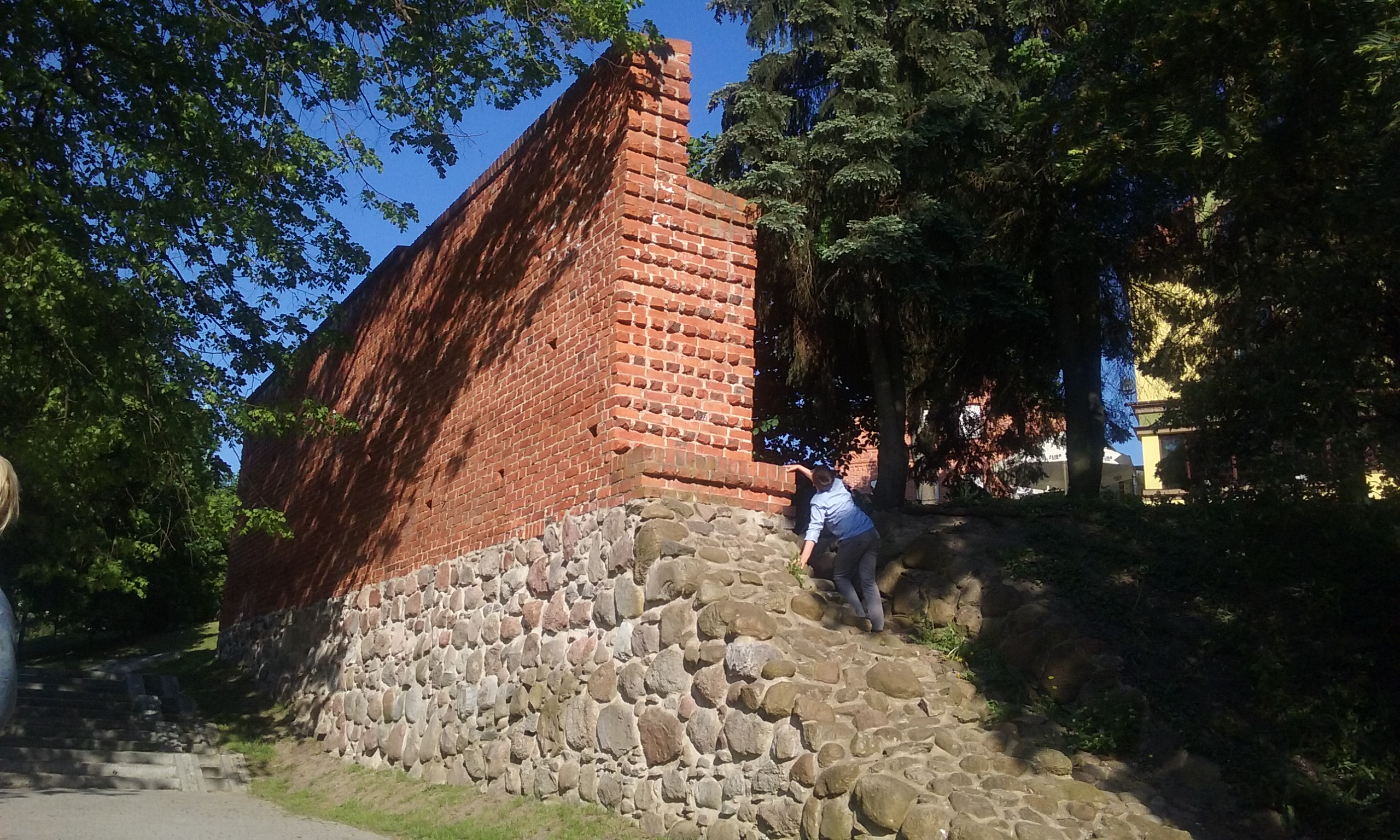
Fragment muru stojącego przy dawnej Bramie Młyńskiej

Brama Młyńska, Furta Młyńska – jedna z trzech bram dawnego Olsztyna znajdująca się u zbiegu ulic Młyńskiej (niem. Mühlen-Straße, biegnącej wzdłuż północnego muru do Bramy Górnej) oraz Garncarskiej (niem. Topfer-Straße, prowadzącej na zamek i rynek), rozebrana w XIX wieku.

## Historia
Po powstaniu Olsztyna w XIV wieku, w murach obronnych otaczających miasto i zamek istniały dwie obronne bramy – Górna i Dolna – oraz Furta Młyńska przy zamku. Furta stanowiła przejście do położonego na wyspie na Łynie młyna miejskiego (późniejsza restauracja „Browar Warmia”). W okresie nowożytnym przejście to służyło (być może po przebudowie) jako trzecia brama miejska. 
Brama została rozebrana w XIX wieku. Obecnie jest to miejsce na skraju Targu Rybnego i Parku Zamkowego. W pobliżu zachował się odchodzący od bramy fragment muru.